# Thomas Thabane

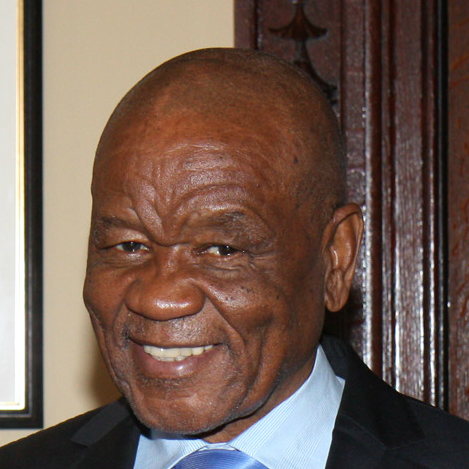
Tom Thabane (2014)

Motsoahae Thomas „Tom“ Thabane (* 28. Mai 1939 in Makhoakhoeng (heute Teil von Maseru), Basutoland) ist ein Politiker aus Lesotho. Er bekleidete zahlreiche Ämter; 1990 wurde Thabane erstmals zum Minister ernannt. Am 8. Juni 2012 wurde er für die All Basotho Convention (ABC) zum Premierminister von Lesotho gewählt. Mit der Wahl Bethuel Pakalitha Mosisilis am 17. März 2015 musste er sein Amt wieder abgeben. 2017 gewann er erneut die Wahlen und wurde am 16. Juni abermals als Premierminister vereidigt.
2017 wurde Thabanes getrennt lebende Ehefrau ermordet; Thabane heiratete kurz darauf seine Freundin. Im Januar 2020 verkündete er, dass er zurücktreten wolle, nachdem gegen seine Frau ein Haftbefehl wegen Mordverdachts an Thabanes Ex-Frau ausgestellt worden war. Im Februar 2020 gab die Polizei bekannt, dass Thabane selbst wegen Mordes beschuldigt werde. Am 19. Mai 2020 trat er als Premierminister zurück; er führte jedoch die ABC weiter bis Anfang 2022.
Er wurde im November 2021 formell wegen Mordes an seiner Frau angeklagt, die Ermittlungen gegen Thabane wurden Ende Juli 2022 ergebnislos eingestellt.

## Leben

### Ausbildung und erste Ämter
Nach dem Schulbesuch wurde Thabane am Morija Teacher Training College in Morija zum Primarschullehrer ausgebildet. Anschließend absolvierte er am Pius XII College in Roma ein Studium der Politikwissenschaften und Anglistik, das er 1964 mit einem Bachelor of Arts abschloss, der damals von der Universität von Südafrika (UNISA) vergeben wurde.
Thabane war dann zunächst von 1966 bis 1970 als Leitender Assistent und als Stellvertreter des Verwaltungsdirektors (Clerk) des Senats tätig. Danach war er zwischen 1970 und 1972 Assistent der Verwaltungssekretäre des Gesundheits- und des Erziehungsministeriums sowie im Anschluss als Leitender Sekretär (Principal Secretary) de facto Vizejustizminister von 1972 bis 1976. Nach Tätigkeiten als Leitender Sekretär im Gesundheitsministerium von 1978 bis 1983 und im Außenministerium von 1983 bis 1985 war er schließlich von 1985 bis 1986 Leitender Sekretär im Innenministerium.

### Ämter nach dem Militärputsch 1986
Nach dem Militärputsch vom 20. Januar 1986 gegen Premierminister Leabua Jonathan wurde er vom Vorsitzenden des Militärrates General Justin Metsing Lekhanya zum Sekretär des regierenden Militärrates sowie zum politischen Berater des Militärs ernannt. Anschließend war er als Sekretär der Regierung (Government Secretary) von 1988 bis 1990 weiterhin enger Mitarbeiter Lekhanyas. 1990 wurde er schließlich von Lekhanya zum Minister für Auswärtige Angelegenheiten, Information und Rundfunk ernannt. Nach dem Sturz Lekhanyas durch einen Militärputsch von Elias Phisoana Ramaema ging Thabane im April 1991 ins Exil nach Südafrika und arbeitete dort als Makler.
Nach der Wiederherstellung der Demokratie kehrte er im April 1993 nach Lesotho zurück. Zwischendurch, von März bis Juni 1994, war er für die Unabhängige Wahlkommission (Independent Electoral Commission) der Provinz Freistaat in Südafrika tätig. Von 1995 bis 1998 war er Politischer Sonderberater von Premierminister Ntsu Mokhehle.
Bei den Wahlen von 1998 wurde er zum Abgeordneten der Nationalversammlung gewählt und vertrat dort als Mitglied der regierenden Partei Lesotho Congress for Democracy (LCD) den Wahlkreis Abia. Kurz nach der Wahl berief ihn Premierminister Bethuel Pakalitha Mosisili im Juni 1998 zum Außenminister und Minister für Internationale Beziehungen. Im Rahmen einer Kabinettsumbildung wurde er 2002 zunächst Innenminister sowie Minister für öffentliche Sicherheit und danach 2004 Minister für Kommunikation, Wissenschaft und Technologie.

### Gründung der ABC und erste Wahl zum Premierminister
Im Oktober 2006 trat er zurück und verließ mit 17 weiteren Abgeordneten den regierenden LCD. Im Anschluss gehörte er zu den Mitgründern der All Basotho Convention (ABC), deren Vorsitzender er 2007 wurde. 2007 konnte er sein Mandat in der Nationalversammlung verteidigen; die ABC erhielt 17 der 120 Sitze. Bei den Wahlen am 26. Mai 2012 wurde er an der Spitze der ABC erneut wiedergewählt. Dabei steigerte sich die ABC auf 30 Mandate. Mit LCD und Basotho National Party (BNP) bildete Thabane eine Koalition und wurde so am 8. Juni 2012 zum Premierminister ernannt. Er war fortan auch Minister für Verteidigung, Polizei und Nationale Sicherheit.
Im Juni 2014 suspendierte Thabane die Nationalversammlung, um einem Misstrauensvotum seines Koalitionspartners LCD unter Mothetjoa Metsing zuvorzukommen. Er setzte Ende August den Befehlshaber der Lesotho Defence Force (LDF), Tlali Kamoli, ab; dieser verließ sein Amt aber nicht. Am 30. August 2014 besetzten Angehörige des Militärs das Hauptquartier des Lesotho Mounted Police Service sowie einen Rundfunksender und umstellten mehrere Regierungsgebäude. Thabane sprach von einem Staatsstreich und floh offenbar mit Hilfe südafrikanischer Soldaten in das benachbarte Südafrika. Metsing übernahm die Regierungsgeschäfte. Am 3. September kehrte Thabane nach Maseru zurück. Nach Vermittlung durch den südafrikanischen Vizepräsidenten Cyril Ramaphosa wurde der Wahltermin auf Februar 2015 vorgezogen.

### Abwahl 2015 und erneute Wahl zum Premierminister
Bei den Wahlen 2015 konnte sich die ABC unter Thabane zwar auf 46 Mandate verbessern, der stark geschwächte LCD bildete jedoch einen Koalition mit Democratic Congress (DC) und mehreren Kleinparteien, so dass Thabane sein Amt verlor und durch seinen Vorgänger Mosisili abgelöst wurde.
Nach der Ermordung eines Finanziers der ABC und der erneuten Ernennung Kamolis als Kommandeur der LDF floh Thabane am 11. Mai 2015 abermals nach Südafrika. Er beantragte dort politisches Asyl. Thabane und der stellvertretende Vorsitzende des DC Monyane Moleleki kündigten am 24. November 2016 nach Verhandlungen die Bildung einer „Einheitsregierung“ mit Moleleki als Premierminister und Thabane als Stellvertreter einschließlich der drei bisherigen Oppositionsparteien an. Am 12. Februar 2017 kehrte Thabane zusammen mit den zwei weiteren Oppositionsführern aus seinem Exil zurück, die Regierung blieb aber bis zu vorgezogenen Neuwahlen im Amt.
Bei den Wahlen 2017 erhielt Thabanes ABC 51 von 120 Sitzen. Thabane bildete eine Koalition mit Molelekis Alliance of Democrats, BNP und Reformed Congress of Lesotho, die ihn am 16. Juni 2017 zum Premierminister wählte. Im April 2019 schloss er das Parlament, da ein Misstrauensvotum von Teilen der ABC sowie des DC und der BNP bevorstand.

### Mordprozess, Rücktrittsankündigungen und Rücktritt
Am 16. Januar 2020 erklärte Thabane nach Bekanntwerden des Haftbefehls gegen seine Frau (siehe unten), dass er zurücktreten wolle, nannte aber kein Datum. Am 19. Februar forderte ihn seine eigene Partei ultimativ zum Rücktritt auf. Während die Polizei am Folgetag angab, dass er wie seine Frau des Mordes beschuldigt werde, gab er an, spätestens Ende Juli zurücktreten zu wollen. Am 21. Februar war er zur Eröffnung der Anklage vor Gericht geladen, reiste aber „zur medizinischen Behandlung“ nach Südafrika.
Am 3. April 2020 übernahm Thabane auch das Amt des Verteidigungsministers. Am 20. April unterzeichneten eine südafrikanische Delegation unter dem Ex-Minister Jeff Radebe und der lesothische Vizepremier Monyane Moleleki eine Absichtserklärung, nach der Thabane ein „sofortiger“, „würdevoller“ Rücktritt ermöglicht werde.
Am 8. Mai 2020 scheiterte ein Misstrauensantrag gegen Thabane, der von 33 ABC- und 26 DC-Abgeordneten und somit von 59 der 120 Parlamentarier unterstützt wurde. Am 11. Mai entschied der Speaker der Nationalversammlung, dass Thabane bis zum 22. Mai zurücktreten müsse, da er nach offiziellen Verlautbarungen zahlreicher Abgeordneter und Parteien weniger als die Hälfte der Abgeordneten hinter sich habe. Thabane unterzeichnete jedoch das Schreiben der neuen Koalition und gab anschließend an, er selbst sei ihr Anführer – die Ernennung des ABC-Politikers Moeketsi Majoro zum Spitzenkandidaten der neuen Koalition bezeichnete er als null und nichtig. Der Attorney General, Hae Phoofolo, vertrat die Meinung, dass Thabane nicht zum Rücktritt gezwungen werden könne. Am 18. Mai traf sich das Council of State, um über das weitere Vorgehen zu beraten. Thabane kündigte anschließend erneut seinen Rücktritt an; am 19. Mai vollzog er ihn.

### Vorwürfe

#### Mögliche Einflussnahme externer Kräfte und Korruption
2014 hatte Thabane zwei Mitglieder der südafrikanischen Gupta-Familie mit Diplomatenpässen ausgestattet, um sie als Wirtschaftsberater zu gewinnen. Im Dezember 2017 wurde jedoch bekannt, dass die beiden Männer über ihre Briefkastenfirma Tequesta Group Einfluss auf die lesothische Regierung ausgeübt hatten, um eine Diamantenmine in ihren Besitz zu bringen. Nach mehreren 2017 bekanntgewordenen Quellen ko-finanzierten sie Thabanes Wahlkampf 2015 und womöglich auch 2017. Thabanes Sohn Potlako wurde eine Anstellung bei Tequesta angeboten. Im Februar 2018 begann eine Untersuchung des lesothischen Directorate on Corruption and Economic Offences gegen Thabane und seinen Sohn.
Seit 2017 wird er wegen der Ernennung des aus China stammenden Unternehmers Yan Xie zum Head of special projects and the Prime Minister’s special envoy and trade advisor on the China-Asia trade network (etwa: „Vorsitzender für spezielle Projekte und Spezialgesandter des Premierministers und Handelsberater für das chinesisch-asiatische Handelsnetzwerk“) kritisiert. Nach Angaben aus Oppositionskreisen beteiligte sich Xie an der Finanzierung der Hochzeit Thabanes im Jahr 2017, kurz nach seiner Ernennung. Dabei waren 15.000 Personen im Setsoto Stadium zu Gast. Nach eigenen Angaben spendete Xie 20.000 bis 30.000 Maloti, nach Angaben aus der ABC bezahlte er fast die gesamte Feier.

#### Kritik aus der eigenen Partei
Im Frühling der Südhalbkugel 2018 wurde Thabane parteiintern wegen der angeblichen Einmischung seiner Frau in die Politik und seiner altersbedingt abnehmenden Handlungsfähigkeit kritisiert. Nach einer Neuwahl des Parteivorstandes im Februar 2019, die Thabane nicht akzeptierte, wurde er im Juli 2019 von seiner eigenen Partei per Mehrheitsbeschluss für sechs Jahre suspendiert. Auch diesen Beschluss wies Thabane zurück. Seit Juni 2019 liegt ein Antrag des von Nqosa Mahao geführten Flügels und von Oppositionsparteien in der Nationalversammlung auf ein Misstrauensvotum gegen Thabane vor; er wurde aber bisher nicht zur Abstimmung zugelassen (Stand 7. Mai 2020). Im März 2020 verabschiedete die Nationalversammlung eine Verfassungsänderung, nach der der Premierminister das Recht verliert, nach einer Abwahl durch ein Misstrauensvotum ohne eigene Mehrheit Neuwahlen ausrufen zu dürfen. Am 20. März ließ Thabane erneut – mit Hinweis auf die COVID-19-Pandemie – das Parlament für drei Monate schließen. Das Verfassungsgericht urteilte am 17. April, dass die Schließung „irrational“ und damit illegal sei. Am 28. April billigte der Senat die Verfassungsänderung zu Misstrauensvoten; am 7. Mai 2020 wurde sie in der Gazette veröffentlicht.

#### Behinderung der Polizeiarbeit im Mordfall Lipolelo Thabane
Der 2019 vorläufig suspendierte Polizeichef Holomo Molibeli warf Thabane im Dezember 2019 vor, in die Ermordung von dessen Ex-Frau im Jahr 2017 verwickelt zu sein (siehe unten). Seine Frau Liabiloe Maesaiah Thabane, die First Lady, wird des Mordes beschuldigt; sie sollte vernommen werden, floh aber am 10. Januar 2020 vor den Ermittlungsbehörden nach Südafrika. Anschließend wurde ein Haftbefehl ausgestellt. Sie kehrte am 3. Februar nach Lesotho zurück und stellte sich der Polizei. Am 18. März 2020 wies der High Court die Suspendierung Molibelis als nicht rechtmäßig zurück. Am 18. April 2020 ließ Thabane Militär durch die Straßen Maserus fahren und Berichten zufolge hochrangige Polizeioffiziere, darunter Molibeli, festnehmen.

### Familie
Thabanes erste Frau hieß ’Matoka Judith Thabane, geboren als ’Mamotapanyane Yayi Fobo. Er ließ sich von ihr scheiden. Von 1987 bis 2017 war er mit Lipolelo Alice Thabane verheiratet. Ab 2012 lebte er getrennt von ihr; 2015 wurde sie jedoch gerichtlich als First Lady bestätigt. Thabane lebt seit 2012 mit Liabiloe Maesaiah Thabane zusammen, die schon damals als seine Frau galt und die er nach Amtsantritt 2017 offiziell heiratete. Lipolelo Thabane wurde am 14. Juni 2017 von unbekannten Tätern erschossen, zwei Tage vor Thabanes erneuter Vereidigung als Premierminister. Am Tag seiner Vereidigung 2017 starb auch ’Matoka Judith Thabane.
Thabane hat drei Töchter und zwei Söhne, davon vier Kinder aus erster Ehe. Mit Lipolelo Thabane hatte Thomas Thabane eine Tochter, die als Nkoya Mmabatsoeneng Hlaele mit seinem innerparteilichen Widersacher Lebohang Hlaele verheiratet ist.